# Modrany
Modrany este o comună slovacă, aflată în districtul Komárno din regiunea Nitra. Localitatea se află la altitudinea de 128 m deasupra n.m., se întinde pe o suprafață de 27,07 km2 și în 2017 număra 1.361 de locuitori.

## Istoric
Localitatea Modrany este atestată documentar din 1205.

## Demografie
| An:                | 1994 | 2004   | 2014   | 2024   |
| ------------------ | ---- | ------ | ------ | ------ |
| Număr de persoane: | 1408 | 1461   | 1407   | 1280   |
| Diferență:         |      | +3,76% | −3,69% | −9,02% |

| An:                | 2023 | 2024   |
| ------------------ | ---- | ------ |
| Număr de persoane: | 1282 | 1280   |
| Diferență:         |      | −0,15% |